# Шандренко, Марк Кириллович
Марк Кириллович Шандренко (11 апреля 1910, село Узин, Васильковский уезд, Киевская губерния, Российская империя — 11 января 1990, Керчь, Крымская АССР, Украинская ССР) — старший агроном Меркенского свёклосовхоза Министерства пищевой промышленности СССР, Меркенский район, Джамбулская область, Казахская ССР. Герой Социалистического Труда (1948).

## Биография
Родился в 1910 году в крестьянской семье в селе Узин (сегодня — город) Васильковского уезда Киевской губернии. В 1927 году окончил сельскохозяйственный техникум, после которого трудился участковым агрономом Пирятинского райколхозсоюза Пирятинского района. В 1935 году окончил Киевский агротехнический институт, после которого отправился по распределению в Киргизию, где возглавлял отделение Фрунзенского сахарного комбината. Затем переехал в Джамбулскую область. Трудился главным агрономом свекловодческого совхоза «Меркенский» Меркенского района, директором которого был П. С. Холодов.
В 1941 году призван в Красную Армию по мобилизации. Окончил Подольское артиллерийское училище, дислоцированное в Бухаре. С июля 1942 года участвовал в Великой Отечественной войне. Воевал командиром артиллерийского взвода на Ленинградском фронте и затем — на Прибалтийском фронте в составе 290-го отдельного пулемётно-артиллерийского батальона 14-го укрепрайона. После демобилизации возвратился на свою прежнюю работу в совхоз «Меркенский».
В 1947 году обеспечил получение в совхозе сахарной свёклы в среднем с каждого гектара по 838 центнеров с площади 52,5 гектара. Указом Президиума Верховного Совета СССР от 8 мая 1948 года удостоен звания Героя Социалистического Труда за «получение высокого урожая сахарной свёклы в 1947 году» с вручением ордена Ленина и золотой медали «Серп и Молот» (№ 2211).
Этим же указом званием Героя Социалистического Труда были награждены директор совхоза Павел Самойлович Холодов, управляющие совхозными отделениями Аманжол Тургумбаевич Тургумбаев, Пётр Григорьевич Шах, старший механик Василий Кириллович Негода, передовые свёкловоды совхоза бригадиры Зара Абдулвагабовна Гаджиева, Пётр Иванович Зотов, Антонина Самуиловна Нобель, Ихлас Кардашевич Токаев, звеньевые Тажудин Ильясович Аджиев, Гаджимагомед Казиевич Камбулатов, Шухаин Исмаилович Келеметов, Нузула Хачьяевна Курджиева, Анастасия Филипповна Николаева, Хапиз Исаевич Чупанов и Гульминиса Халиулевна Шеримбаева.
В последующие годы трудился главным агрономом Алма-Атинского сахсвеклотреста. С 1962 года — директор Меркенского сахарного комбината.
После выхода на пенсию выехал из Джамбульской области. Последние годы своей жизни проживал в Керчи, где умер в январе 1990 года.
Награды
- Герой Социалистического Труда
- Орден Ленина
- Орден Красной Звезды (17.08.1944)
- Орден Трудового Красного Знамени (11.01.1957)
- Орден Отечественной войны 2 степени (11.03.1985)
- Медаль «За оборону Ленинграда» (22.12.1942)
- Медаль «За победу над Германией в Великой Отечественной войне 1941—1945 гг.»